# Saqueo de Pollensa (1550)
El saqueo de Pollensa, conocido en la localidad como el Día de la desgracia (en catalán, Dia de la desgràcia), fue un ataque llevado a cabo por corsarios otomanos bajo el mando del almirante Dragut Rais el 31 de mayo de 1550, víspera del Domingo de Trinidad, durante el reinado de Carlos I y la lugartenencia general de Gaspar de Marrades. Aunque los corsarios lograron saquear la villa y capturar a numerosos habitantes, finalmente fueron rechazados y se recuperó gran parte del botín, si bien un centenar de personas quedaron cautivas.
Este episodio es conmemorado anualmente en las fiestas patronales de Pollensa, celebradas el 2 de agosto en honor a la Mare de Déu dels Àngels y particularmente conocidas por la recreación histórica de Moros y cristianos, que evoca de manera festiva aquellos acontecimientos.

## Antecedentes
La Monarquía Hispánica, tras completar la reconquista cristiana de la península ibérica con la toma de Granada en 1492, extendió su influencia hacia la Berbería mediante la ocupación de plazas estratégicas como Mazalquivir, Orán, Bugía y Trípoli. Este avance entró en conflicto directo con los intereses del Imperio otomano, particularmente después de la captura de Argel en 1516 por los hermanos Aruj y Jeireddín Barbarroja. La reacción turca se concretó en el fomento del corsarismo en el Mediterráneo occidental, con el doble propósito de hostigar las rutas marítimas hispánicas en el mar Balear y aterrorizar a las poblaciones costeras como demostración de supremacía naval.
A mediados del siglo XVI, el Mediterráneo se había convertido en escenario de confrontación entre los dos grandes soberanos del momento, Carlos I y Solimán el Magnífico. En 1547 ambos acordaron una tregua que suspendía las hostilidades durante cinco años, aunque su cumplimiento fue solo parcial, y en ese sentido la expedición de Dragut en 1550 iba a suponer una flagrante violación de aquel pacto.

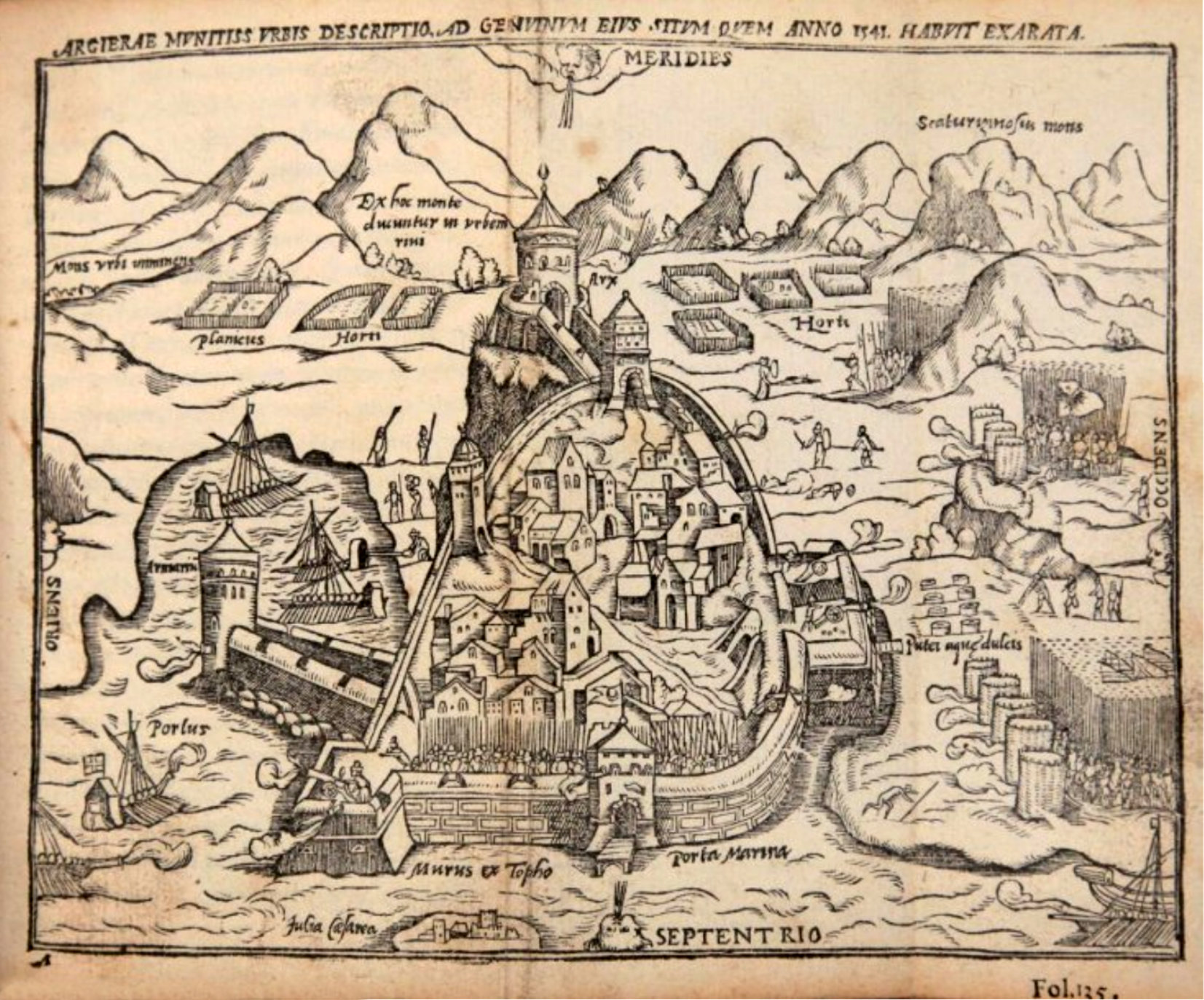
La Jornada de Argel de 1541, en un grabado de 1555.

En 1531, Pollensa ya había sido objeto de un ataque por parte de corsarios otomanos que desembarcaron en la cala Sant Vicenç. Aunque fueron rechazados por los pollensines, el temor a nuevas correrías se intensificó con el tiempo, alimentado por las noticias de saqueos en otras villas mallorquinas como Andrach (1519), Santañí (1531) y Sóller (1542).

### La campaña de Dragut
Durante el invierno de 1549-1550, Dragut permaneció en la isla de Los Gelves, entonces bajo dominio otomano, y en el mes de enero tomó las ciudades de Mahdía, Susa y Monastir, pertenecientes a la dinastía hafsí. Se estableció en Mahdía durante algunos meses y, en abril, partió hacia Argel, donde fue recibido con honores por el beylerbey Hasán Bajá. Allí proclamó públicamente su intención de romper la tregua con Carlos I y reclutó trescientos voluntarios adicionales para su expedición. Posteriormente se dirigió a Cherchell y el área circundante al Orán español, con el propósito de reunir más efectivos.
El 11 de mayo, Dragut zarpó con veintiséis navíos rumbo a la península ibérica. La primera población atacada fue Benalmádena, cerca de Málaga, y el 20 de mayo la escuadra fue avistada en las inmediaciones del cabo de Gata. Tras ver frustrado su intento de atacar por sorpresa Cartagena con la captura de sus espías, el 24 de mayo Dragut saqueó San Juan de Alicante, que se encontraba desierta al haber huido sus habitantes por el aviso de las autoridades. La escuadra se refugió en Altea y, al día siguiente, asaltó Cullera empleando especial violencia. La noticia se difundió con rapidez en Valencia y Barcelona, aunque no llegó al Reino de Mallorca, pues los corsarios interceptaron a los mensajeros que se dirigían a las islas. El 28 de mayo desembarcaron en Ibiza, donde capturaron a ocho o nueve vecinos, y prepararon el siguiente ataque, dirigido contra la isla de Mallorca. Los ibicencos, por su parte, enviaron aviso al lugarteniente general del archipiélago advirtiendo de la presencia enemiga.

## La razia

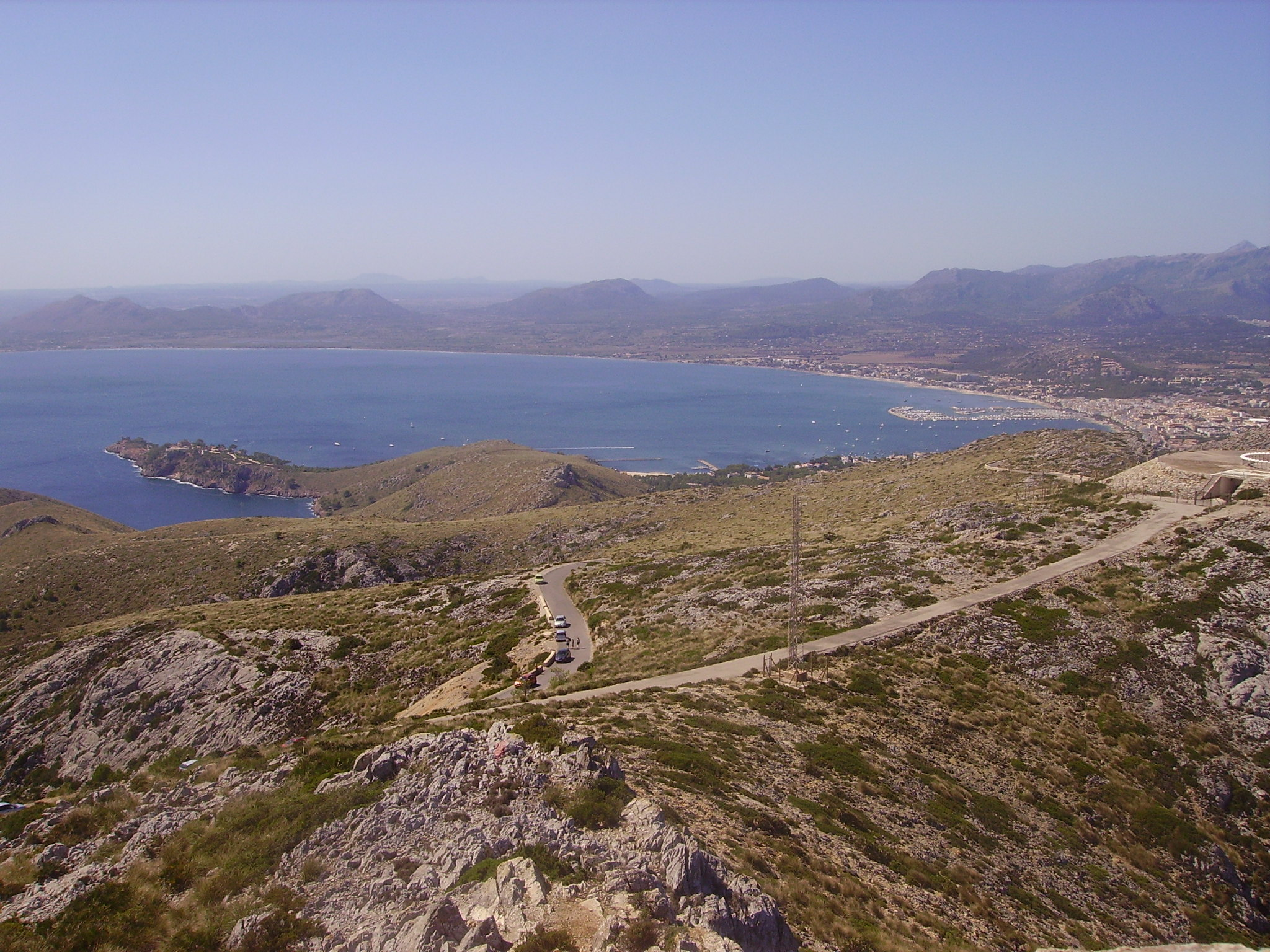
La bahía de Pollensa vista desde la atalaya de Albercutx (2007); a la derecha, el puerto; a la izquierda, la punta de Albercutx, que cobija el Caló, donde desembarcaron los corsarios.

En la madrugada del 31 de mayo, mientras el pueblo aún dormía, veintisiete navíos otomanos arribaron a la bahía de Pollensa y desembarcaron unos 1500 hombres en el Caló. Pese a la existencia de varios puntos de vigilancia a lo largo de la costa, aquel día no había ningún guardia en su puesto, ni el alcaide del castillo del Rey, Pere Ferrandell, ni el capitán Pere Desbrull, que, a pesar de las advertencias sobre un posible ataque, se encontraba en Palma. Los corsarios contaban con la colaboración de varios renegados mallorquines, entre ellos Bartomeu Bisanyes, natural de Pollensa y buen conocedor del terreno.
Los asaltantes se dividieron en tres grupos de quinientos hombres cada uno y acordaron reunirse en la cruz de En Metge: uno avanzó por el Calvari, otro por el Pou Nou y el tercero marchó directamente hacia la villa. Sin embargo, el grupo que siguió el camino del Pou Nou, al llegar a la cruz de En Llobera, creyó haber alcanzado el punto de encuentro y se detuvo allí a la espera de los demás. Mientras tanto, los pollensines habían sido alertados de la llegada de los piratas, pero en la villa apenas quedaban hombres armados, pues la mayoría se encontraba en los campos del interior. Los pocos disponibles salieron al encuentro de los corsarios, todavía en ropa de dormir, para enfrentarse al grupo de un millar de hombres que avanzaba hacia el núcleo urbano.
Poco después, el tercer grupo aprovechó la situación y penetró en la villa, dando inicio al saqueo. Fue entonces cuando, según relatan los cronistas de la época, un pequeño grupo de pollensines, encabezado por Joan Mas, se enfrentó a los otomanos y logró hacerlos retroceder. La lucha alcanzó la iglesia de Sant Jordi, donde los otomanos habían reunido el botín y a los cautivos, y allí los locales combatieron hasta liberar a los prisioneros y recuperar los bienes robados. Más tarde se unieron a ellos los primeros vecinos que habían salido a enfrentar a los corsarios, reforzados por contingentes llegados de Campanet, Inca y Selva, lo que obligó finalmente a los hombres de Dragut a retirarse hacia la costa y reembarcar en sus naves.

## Consecuencias

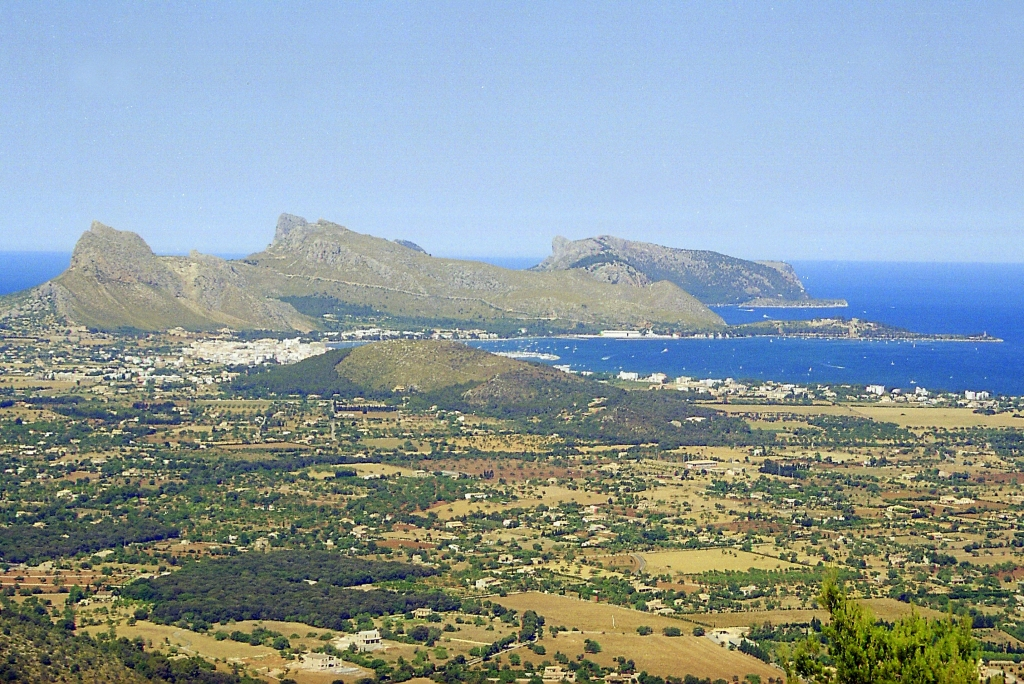
Vistas del Puig de Maria hacia el puerto de Pollensa (2014).

La armada de Dragut se dirigió después a la isla de Cabrera, donde el 1 de junio capturaron a los pocos integrantes de su guarnición y se refugiaron en su puerto. Tras unos días de descanso, zarparon de nuevo con rumbo a Cerdeña, y no se volvió a tener noticias de ellos hasta el 10 de julio, cuando asaltaron la pequeña aldea catalana de Barenys, en el término municipal de Salou, que quedó despoblada y desapareció como consecuencia del ataque.
El balance de la razia en Pollensa fue de unos cincuenta vecinos muertos y 132 capturados, mientras que entre los corsarios se contabilizaron alrededor de cuarenta bajas. En lo que respecta al botín, los pollensines lograron recuperar una parte importante de lo saqueado en un primer momento. Los cautivos fueron vendidos en los mercados de esclavos del Magreb, mientras que muchos de los supervivientes que permanecieron en la villa requirieron la atención de médicos y cirujanos, algunos de los cuales llegaron de fuera del pueblo.
De inmediato se instruyó un proceso judicial para depurar responsabilidades. La investigación concluyó que la culpa debía recaer sobre los guardias y el capitán de armas, Pere Desbrull, quienes habían descuidado sus deberes y dejado indefensa la población. En total fueron procesadas nueve personas: el capitán y ocho vigilantes. Desbrull fue condenado a seis años de destierro, mientras que los vigilantes corrieron distinta suerte: cuatro recibieron penas de tres años de galeras y los otros cuatro fueron absueltos.
A raíz de estos hechos se reorganizó el sistema de vigilancia costera: se nombró un nuevo capitán de armas, se levantaron cinco barracas en puntos estratégicos y se adquirió plomo, pólvora, mecha y otras municiones. Posteriormente, el modelo de barracas empleado en todo el litoral mallorquín fue revisado a escala insular debido a los repetidos ataques sufridos por numerosas localidades, y se sustituyó por un sistema de torres y atalayas. En Pollensa se construyó en 1595 la atalaya de Albercutx, comunicada con la de Alcudia; en 1571 la torre de Cala Sant Vicenç, para la defensa de aquella cala; y, años más tarde, en 1622, la Fortalesa de l'Avançada, destinada a proteger el puerto.